# Индијански тотем
Тотем је реч индијанског порекла. Настала је из Чипава језика од речи ототеман (код Кри индијанаца ототема). Реч тотем у преводу са Чипава језика значи родбина по материци и означава међусобни однос међу припадницима племена, родовску и крвну везу.
Тотем је и симбол култне природе, највише животињске и духовне, и они су повезани са симболима на тотемском стубу и према својим поштоваоцима стоје у функционалном односу.